# Journées de juillet 1917
Révolution russe
Les Journées de juillet désignent les troubles qui éclatent à Petrograd, en Russie, entre le 3 juillet 1917 (16 juillet dans le calendrier grégorien) et le 7 juillet 1917 (20 juillet dans le calendrier grégorien) pendant lesquels des soldats et des ouvriers de la ville se révoltent contre le gouvernement provisoire. La tentative d'insurrection conduite par les bolcheviks échoue : Lénine entre dans la clandestinité, tandis que les autres dirigeants sont arrêtés, ce qui entraîne une baisse temporaire de l'influence bolchevik.

## La question historiographique
Les troubles insurrectionnels de juillet 1917 sont une question encore débattue. En particulier, la question du rôle exact des bolcheviks reste ouverte. Avaient-ils l'intention de renverser le Gouvernement provisoire ? En avaient-ils les moyens, ? Ont-ils essayé de le faire ? Ou la crainte d'être débordés par un mouvement spontané les a-t-ils dissuadés d'y participer trop activement ? Ont-ils - en particulier Lénine - manqué de résolution ? Ont-ils délibérément joué l'apaisement pour attendre une heure plus propice ?
Toutes ces questions ont reçu des réponses divergentes, parfois opposées, voire contradictoires.

## Origines
Pour un article plus général, voir Révolution russe.

Selon la vision communiste officielle des vainqueurs d'Octobre, 

« Le travail bolchévik donnait d'excellent résultats, à Pétrograd surtout.
Du 30 mai au 3 juin 1917 se tint la Conférence des comités d'usines de Pétrograd. Les trois quarts des délégués se rallièrent aux bolchéviks. La presque totalité du prolétariat de cette ville suivit le mot d'ordre bolchévik « Tout le pouvoir aux Soviets ! » »

— Histoire du Parti communiste de l'U.R.S.S.
Le 3 juin 1917 (16 juin dans le calendrier grégorien) s'ouvre le premier Congrès des Soviets de Russie. Les bolcheviks n'y ont que 105 délégués contre 285 pour les socialistes-révolutionnaires et 248 pour les mencheviks,, mais ils dénoncent vigoureusement l'entente avec la bourgeoisie et reprennent leur mot d'ordre : « Tout le pouvoir aux Soviets », et Lénine déclare que le Parti bolchevik est prêt à exercer le pouvoir. Dans le même temps, la tension monte parmi les soldats de Petrograd. Le Congrès des Soviets organise pour le 18 juin une manifestation de soutien aux soviets qui prend un caractère pro-bolchevique.
Alexandre Kerensky, alors ministre de la Guerre et de la Marine, persuadé que la démocratie russe ne pouvait survivre qu'avec une armée forte et disciplinée et que le moral de celle-ci avait besoin du prestige d'une victoire militaire, ordonne pour le 12 juin une vaste offensive contre les forces austro-hongroises, l'« offensive Kerensky ». Le 16 juin, l'armée déclenche d'intenses pilonnages d'artillerie contre les Autrichiens pendant deux jours, puis passe à l'attaque. D'abord avec succès. Puis les soldats se mutinent et refusent les ordres d'attaque. Refus qui se transforment bientôt en débandade.
Le 20 juin, le 1er Régiment de mitrailleurs, fort de 10 000 hommes, la plus importante unité de la capitale, cantonnée à Vyborg, dans la périphérie de Petrograd, reçoit l'ordre d'envoyer 500 mitrailleuses et leurs servants au front, soit la moitié de ses forces. L'objectif est double : d'une part, apporter un renfort sur le front, et d'autre part se débarrasser de troupes agitées. Le régiment se mutine à l'instigation d'agitateurs bolcheviks, car cela va à l'encontre des engagements pris par le Gouvernement provisoire : les soldats ayant fait la révolution de Février à Pétrograd ne seraient pas envoyés au front, leur tâche étant de défendre la ville contre une « contre-révolution ».
Malgré leurs premiers succès sur le front, les Russes sont battus (les Allemands interviennent en soutien de l'armée autrichienne) et l'opération se termine le 2 juillet, aussitôt suivie par une contre-offensive des forces allemandes et austro-hongroises, le 6 juillet. L'armée est en décomposition, les désertions se multiplient, les protestations de l'arrière contre la guerre enflent. Après des rumeurs concernant un renforcement de la discipline dans l'armée, les soldats de la garnison de Petrograd craignent d'être envoyés au front. La popularité de Kerensky se dégrade et les slogans réclamant le renversement du gouvernement provisoire trouvent un écho particulier et donnent lieu à une nouvelle tentative de coup d'État bolchevik.
L'échec de l'offensive russe en Galicie déclenche le 3 juillet à Petrograd une vague de protestations qui se prolonge pendant quatre jours. Les 3 et 4 juillet, les soldats stationnés dans la capitale refusent de repartir au front. Rejoints par les ouvriers et les marins de Kronstadt, ils manifestent « dans le but de confier le pouvoir » au Soviet de Petrograd. Les protestations des travailleurs se sont rapidement transformées en de violentes émeutes et des combats de rues entre manifestants armés et cosaques restés fidèles au gouvernement provisoire font de nombreux morts.

## Implication bolchevique
L'implication bolchévique dans le déclenchement des journées de juillet n'est pas reconnue par tous les historiens. Si pour l'historien Richard Pipes, elle ne fait pas de doute,

« Nul événement en Russie n'a davantage fait l'objet de mensonges délibérés que l'insurrection de juillet 1917. La raison en est simple, ce fut la faute la plus lourde de Lénine, une erreur de jugement qui faillit anéantir le Parti bolchévique, comparable au putsch de Munich d'Hitler en 1923. Afin de nier leur responsabilité, les bolcheviks se portèrent à des extrémités peu communes, présentant le putsch comme une manifestation spontanée qu'ils se seraient évertués à rendre pacifique »

— Richard Pipes, La Révolution russe.
Par contre, pour un acteur direct de ces journées comme Léon Trotsky, qui décrit ces journées 15 ans après les évènements comme une réaction populaire en chaîne à l'envoi d'unités pro-bolchéviques au front, travaillées localement par les agitateurs bolchéviques dans l'armée et dans les usines, mais sans avoir reçu de consignes insurrectionnelles du parti bolchévique :

« Que le mouvement ait commencé d'en bas, indépendamment des bolchéviques et dans une certaine mesure contre eux, ce fut aux premières heures reconnu même par les "conciliateurs". »

— Léon Trotsky, Histoire de la Révolution russe.
D'ailleurs, alors que les soldats et ouvriers de Petrograd se préparent à une manifestation armée, Lénine quitte la capitale pour se reposer dans une maison de campagne en Finlande. Le Parti bolchevik fait face à un dilemme : soit jeter son poids derrière les manifestants au risque  éventuellement d'être écrasé, soit s'abstenir, avec le risque que de nombreux travailleurs perdent confiance en lui. Les bolcheviks se joignent finalement aux manifestations, mais ils ne poussent pas leur avantage. Lorsqu'il revient le 4 juillet, Lénine s'adresse aux manifestants du balcon de l'hôtel particulier de la Kschessinska, mais sans enthousiasme.
Il apparait que débordés par la base, les bolcheviks s'opposent à une insurrection prématurée, estimant qu'il est encore trop tôt pour renverser le gouvernement provisoire : les bolcheviks ne sont majoritaires qu'à Petrograd et Moscou, tandis que les partis socialistes modérés conservent une influence importante dans le reste du pays. Ils préfèrent laisser le gouvernement aller au bout de ses possibilités et montrer son incapacité à gérer les problèmes de la révolution : la paix, la journée de 8 heures, la réforme agraire. Lénine estime que, bien que les travailleurs de Petrograd se soient radicalisés, le pays dans son ensemble n'est pas prêt pour la révolution : les travailleurs seraient vaincus s'ils tentaient de s'emparer du pouvoir à Petrograd seulement.

## Conséquences
Les dirigeants bolcheviks présentent la révolte comme un mouvement spontané, mais elle est assimilée à une tentative du parti pour se saisir du pouvoir. Le gouvernement provisoire, effrayé du soutien qu'apporte la Garde rouge aux bolcheviks, fait venir des troupes dans la capitale, interdit la Pravda et donne l'ordre d'arrêter les dirigeants bolcheviques, les accusant d'incitation à la révolte avec l'appui financier allemand. Lénine et Grigori Zinoviev fuient et entrent dans la clandestinité en Finlande, mais beaucoup d'autres dirigeants bolcheviks sont arrêtés, entre autres Lev Kamenev, puis Léon Trotsky et Anatoli Lounatcharski, qui sont appréhendés le 22 juillet. Ils restent en prison jusqu'à ce que Kerenski les relâche à la suite de l'« affaire Kornilov ». Devant la montée de la résistance, le congrès du Parti bolchevik qui se tient au début d'août 1917 décide de suspendre le mot d'ordre : « Tout le pouvoir aux soviets ».
La défaite en Galicie ouvre une crise ministérielle : le prince Lvov cède la place à Kerenski à la tête du gouvernement provisoire.